# Enclisis vindex
Enclisis vindex là một loài tò vò trong họ Ichneumonidae.